# جان گریبین
 جان گریبین (انگلیسی: John Gribbin؛ زاده ۱۹ مارس ۱۹۴۶) یک نویسندۀ اخترفیزیک‌دان اهل انگلستان، و استاد اخترشناسی دانشگاه ساسکس است. او کتاب‌هایی با موضوعات فیزیک کوانتوم، تکامل انسان، تغییرات آب‌وهوایی، گرم‌شدن کرۀ زمین، مبدأ جهان و هستی، و زندگی‌نامۀ دانشمندان مشهور نوشته و منتشر کرده است. او همچنین نویسندۀ ادبیات علمی-تخیلی است.